# Gloria Cabral
Glória Cabral (São Paulo, 1982) é uma arquiteta paraguaia-brasileira. Foi ganadora do Leão de Ouro na Bienal de Arquitectura de Veneza em 2016 e foi sócia titular do escritório de arquitetura paraguaio Gabinete de Arquitectura.

## Biografía
De pais paraguaios, Cabral nasceu em São Paulo. Aos 6 anos, voltou com sua familia para Assunção, Paraguai.
Estudou arquitetura na Universidade Nacional de Assunção e, em 2003, uniu-se ao Gabinete de Arquitectura. No ano seguinte, tornou-se sócia titular do escritorio, junto com Solano Benítez e Solanito Benítez, até 2020.
Cabral foi responsável pelo projeto do Centro de Reabilitação Infantil Teletón, que em 2010 ganhou o primeiro prêmio da Bienal Panamericana na categoria Reabilitação e Reciclagem.
Em 2014, foi escolhida pelo suíço Peter Zumthor como sua discípula entre profissionais de todo mundo no âmbito do programa de Iniciativa Artística Rolex 2014-2015. Durante esse ano, viajou à Suíça várias vezes e trabalhou com Zumthor no projeto de uma casa de chá.
Em 2016, junto a seus sócios, obteve o Leão de Ouro da Bienal de Arquitectura de Veneza, a categoria de Melhor Participação na Mostra Internacional. Dois anos mais tarde, recebeu o Prêmio Moira Gemmill Prize, concedido por The Architectural Review e The Architects’ Journal.
Junto com Teresa Moller, José Cubilla e Solano Benítez, em 2021, obteve o Prêmio Global de Arquitectura Sustentável, organizado pela Cité de l’Architecture et du Patrimoine, na França.